# Lucio di Cavargna
Lucio di Cavargna, probabilmente vissuto tra il XII e il XIII secolo, fu un pastore e casaro in Val Cavargna. La Chiesa cattolica lo venera come santo. Nel corso dei secoli il suo nome assunse le forme: Uguccione, Uguzzone, Luzzone, e Luguzzone.

## Agiografia
La Vita di san Lucio martire pubblicata a Cremona nel 1861 racconta:

«Nel villaggio che prende il nome della valle Cavargna, situata al terminare del lago di Como, è nato il nostro Santo da parenti, di cui altro non si sa, se non che erano poveri di sostanza, ma da Cielo prosperati e benedetti nella lor prole. Ivi fu battezzato, ricevendo il nome di Lucio, quasi evidente pronostico di quei chiarori di santità, co' quali risplendere doveva nel mondo.»

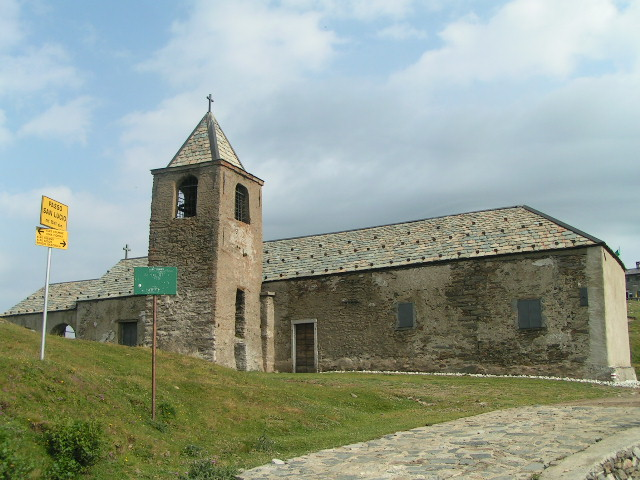
Chiesa di San Lucio sull'omonimo Passo.

Si apprende dalla stessa vita che divenne pastore e «...non temeva le infuocate canicole, tempi piovosi, ed ogni intemperie delle stagioni; pazientava il salire sui monti, il calare nelle valli, il vivere nei boschi, sempre attento alla guardia commessagli degli armenti; e come se fosse istrutto dalle pecore e dal latte che maneggiava, tal era obbediente e arrendevole alla grazia del suo stato. Faceva in somma tutto ciò con tal esattezza, che in breve anche per una strada abietta poté giungere ad un termine glorioso di cristiana pietà e soda virtù del Vangelo.»
Fu scacciato dal suo primo padrone perché distribuiva ai poveri parte del prodotto del suo lavoro. La tradizione dice che egli non rubava il formaggio del suo padrone ma che con il siero rimasto dalla casata, produceva della mascarpa che poi veniva data ai poveri. Il racconto continua con il passaggio dal primo al secondo padrone.

«Appena scacciato San Lucio dalla prima casa con tanta empietà del padrone, quasi fosse entrata in quella casa la carestia, andava di giorno in giorno impoverendosi l'avaro di pecore e di latte e d'altri suoi averi. All'opposto entrato il santo nella seconda casa con tanta cortesia di quell'altro padrone, quasi in essa fosse entrata con lui l'abbondanza, andava ogni dì arricchendosi; crescevano le sue pecore ne' prati; estratto il latte, si riempivano lor le poppe, coagulando il latte, si ricavava duplicato il cacio, tagliandosi questo in pezzi o ai compratori o ai poveri, le forme si ritrovavano ancora intere: tutto ciò con somma confusione dell'avarizia del primo padrone, in premio della buona grazia del secondo, e in fine a chiara gloria e guiderdone anche temporale della carità del nostro Santo. Collo strepito di un tale miracolo siccome più si accreditava il nome di Lucio presso degli altri, così sempre più contro di lui cresceva il furore del primo padrone, il quale (...) smaniava di sdegno per la sua disgrazia, e si rodeva d'invidia per la buona sorte dell'altro (...) e armato il fianco di coltello omicida, andava in giro per tutti quei luoghi, dove era abitudine del Santo di portarsi.»
La tradizione lo vuole ucciso dal primo padrone proprio sul Passo che porta il suo nome. In conclusione lo scritto fa dei commenti sul fatto che si debba annoverare Lucio tra i martiri. «Si potrebbe qui cercare se la morte di San Lucio sia vero martirio; perché non fu data in odio del Vangelo, né sostenuta per difesa della Fede. Ma il gran Dottor delle scuole, San Tommaso ne toglie ogni difficoltà, col dir che basta per il martirio il soffrire con intrepidezza la morte, al fine di sostener con essa una di quelle virtù che ci furono raccomandate da Cristo (...). È vero che il barbaro omicida non lo uccise per odio contro la Fede, ma lo uccise però per odio contro il suo santo operare, contro le sue massime, contro la sua carità. (...) siccome il Battista dicesi Martire dello zelo, della pudicizia Agnese, egli a ragione si può chiamare Martire della carità.»
Secondo la tradizione, le spoglie del santo sarebbero sepolte nella piccola chiesetta sita nei pressi del passo San Lucio .

## Iconografia
La più antica rappresentazione di Lucio conosciuta si trova su un pilastro della cattedrale di San Lorenzo a Lugano risalente al 1280. È rappresentato anche negli affreschi attribuiti alla bottega luganese di Cristoforo da Seregno del 1448, della chiesa di Santa Maria del Castello a Giornico, ad Ascona su un dipinto murale di Antonio da Tradate della fine del XV secolo e a Carona nella chiesa di Santa Marta. È raffigurato in un affresco nella chiesa romanica di Santa Maria del Tiglio a Gravedona (CO). All'interno del Museo del duomo di Milano è presente una statua di Uguccione che fa la carità ad un mendicante, di Giuseppe Pagani databile al 1687. 
Anche nella basilica di San Pietro al Monte sopra Civate (LC) è presente un affresco databile verso la fine del XV secolo raffigurante la Madonna col bambino attorniata dai Ss. Pietro e Paolo,  San Tommaso apostolo e San Lucio in atto di fare la carità a un bambino povero e cieco. Nella zona del Triangolo Lariano, altre reffigurazioni di san Lucio si trovano nella chiesa di San Pietro a Barni e nell'oratorio di San Rocco a Castelmarte.
Nell'antica chiesa parrocchiale di Tollegno (BI), di origine romanica e dedicata a San Germano d'Auxerre, compare la figura di san Lucio in un affresco risalente al XVI secolo, commissionato dalla nobile famiglia De Spinis. L'affresco, in gran parte scomparso, ritraeva il compianto della Vergine e san Lucio era raffigurato alle spalle della scena principale, con in mano una forma di cacio e il coltello per affettarlo.
Nella Chiesa della Madonna della Neve a Marzalesco (NO) è presente un affresco con la scritta "S. Uguzzone".

## Culto religioso
La Chiesa cattolica lo annovera tra i ventidue Santi che portano questo nome. È presente nell'elenco dei santi della Biblioteca Sanctorum nel Catalogus Sanctorum Italiae e nel Martirologio Ambrosiano.
San Lucio è considerato patrono dei casari, delle mandrie, dei pastori e dei poveri. Inoltre la tradizione lo vuole patrono delle buone condizioni meteorologiche e viene invocato dai devoti al fine di ottenere un tempo clemente, contro la siccità e contro le alluvioni e la grandine. Commemorazione liturgica il 12 luglio.